# Runt: The Ballad of Todd Rundgren
Runt: The Ballad of Todd Rundgren är Todd Rundgrens andra soloalbum, utgivet 1971. Albumet består mestadels av pianobaserad poprock och ballader.
Låtarna "Be Nice to Me" och "A Long Time, A Long Way to Go" släpptes även som singlar.

## Låtlista
1. "Long Flowing Robe" - 3:25
2. "The Ballad (Denny & Jean)" - 3:05
3. "Bleeding" - 4:01
4. "Wailing Wall" - 3:04
5. "The Range War" - 2:37
6. "Chain Letter" - 5:06
7. "A Long Time, a Long Way to Go" - 2:13
8. "Boat on the Charles" - 4:25
9. "Be Nice to Me" - 3:25
10. "Hope I'm Around" - 4:54
11. "Parole" - 4:20
12. "Remember Me" - 0:52

## Medverkande
- Todd Rundgren - gitarr, keyboards, sång
- John Guerin - trummor
- Hunt Sales - trummor
- Tony Sales - bas
- Jerry Scheff - bas
- Norman D. Smart - trummor